# KRH Psychiatrie Wunstorf

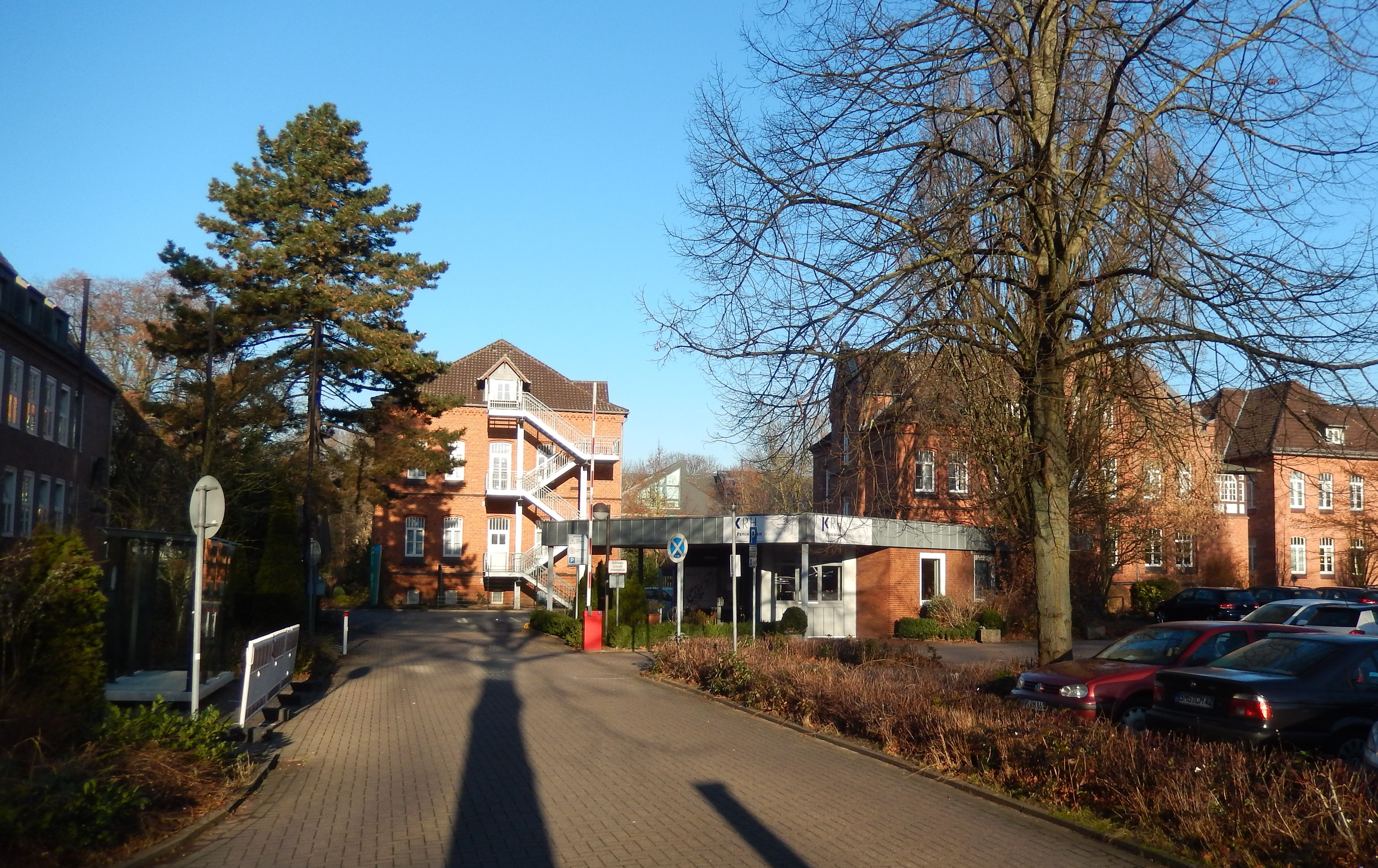
KRH Psychiatrie Wunstorf, Haupteingang

Die KRH Psychiatrie Wunstorf gehört zum Klinikum Region Hannover (KRH). Sie ist eine psychiatrische Fachklinik in Wunstorf mit 587 Planbetten. Die Wunstorfer Klinik ist Akademisches Lehrkrankenhaus der Medizinischen Hochschule Hannover und zuständig für die psychiatrische Versorgung von mehr als 700.000 Einwohnern der Landkreise Nienburg und Schaumburg sowie des westlichen Bereichs der Stadt und Region Hannover.

## Gesellschaftliches Umfeld

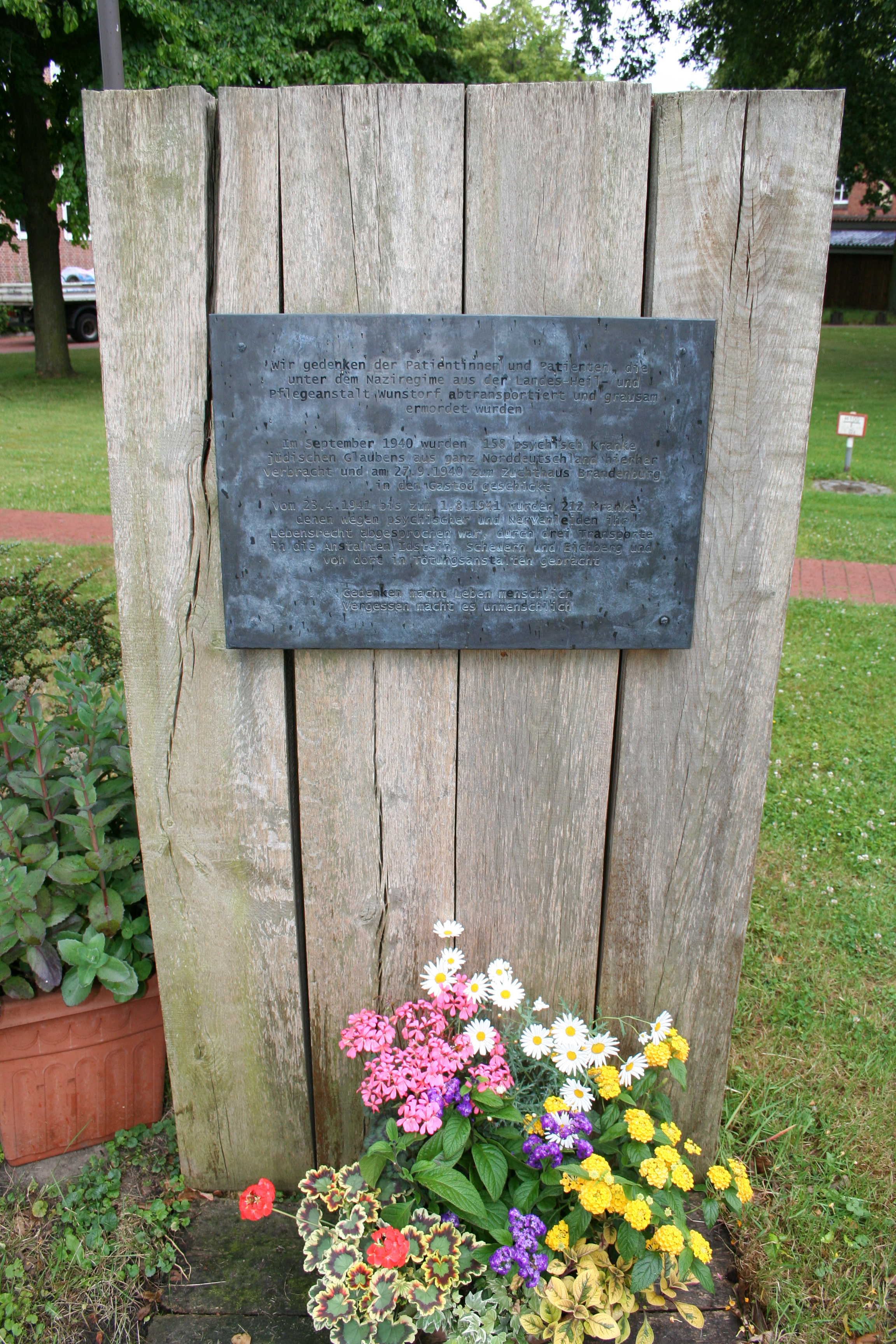
Gedenkstätte und Mahnmal für die Opfer des Nationalsozialismus an der KRH Psychiatrie in Wunstorf

Zu einer modernen integrativen psychiatrischen Behandlung gehört die kontinuierliche Reflexion über die gesellschaftliche Aufgabe und rechtsstaatliche Verpflichtung der Psychiatrie. Dazu gehört nach dem Selbstverständnis der Klinik auch, sich der eigenen Rolle und Verantwortung im Kontext der Zeit zu stellen. In der Vergangenheit hat dies insbesondere die Zeit des Nationalsozialismus betroffen, wozu es am Standort eine kritische Auseinandersetzung und Aufarbeitung gab.
In ihrer jüngeren Geschichte war die Klinik ab 1975 unter der ärztlichen Leitung von Asmus Finzen einer der Ausgangspunkte und wesentlichen Impulsgeber der Psychiatriereform und der Sozialpsychiatrie, was das Selbstverständnis der KRH Psychiatrie Wunstorf bis heute maßgeblich prägt. Seit 1990 war die Psychiatrie unter der Federführung von Andreas Spengler ein fachlicher Mittelpunkt für den Auf- und Ausbau von Institutsambulanzen in Deutschland.
Themen wie die Anwendung systemischer psychotherapeutischer Methoden in der Akutpsychiatrie, interkulturelle- bzw. kultursensible Psychiatrie und Behandlung von Menschen mit komplexen psychischen Störungen (z. B. bei Komorbidität von Sucht und Psychosen), sowie Suizidforschung und Suizidprävention wurden hier vorangebracht und in vielen Veröffentlichungen in der Fachwelt methodisch beschrieben. Viele heute gültige Behandlungsstandards zu diesen Themenfeldern wurden in der Klinik mitentwickelt. Auf der Grundlage ihrer sozialpsychiatrischen Tradition betont die Klinik die Integration psychisch Kranker in die Gemeinde und arbeitet darauf hin. Sie steht in regionalen und überregionalen sozialpsychiatrischen und fachlichen Netzwerken in ständigem Austausch zur Entwicklung der Psychiatrie.

## Zugehörige Fachkliniken
Klinik für Allgemeinpsychiatrie und Psychotherapie
Die Klinik für Allgemeinpsychiatrie und Psychotherapie behandelt auf insgesamt zehn Stationen und in zwei Tageskliniken sowie zwei Institutsambulanzen Patienten im Alter von 18 bis 58 Jahren mit dem gesamten Spektrum der psychischen Erkrankung, außer primären Suchterkrankungen. Eine der Tageskliniken und Institutsambulanzen befindet sich an einem eigenen Standort in Nienburg. Als spezielles Angebot bietet die Klinik für Allgemeinpsychiatrie und Psychotherapie die ambulante Systematische Therapie / Familientherapie u. a. mit Paaren, Familien und schwer traumatisierten Patienten an.
Gerontopsychiatrie und Psychotherapie
Die Klinik für Gerontopsychiatrie und Psychotherapie behandelt auf insgesamt vier Stationen und in einer Tagesklinik sowie der Gerontopsychiatrischen Institutsambulanz Patienten in der zweiten Lebenshälfte, d. h. vom 58. Lebensjahr an, bei allen psychischen Erkrankungen. Dazu zählen, neben Depressionen, Krisen im Rahmen von Psychosen oder psychiatrischen Störungsbildern bei Demenz.
Kinder- und Jugendpsychiatrie und Psychotherapie
Die Kinder- und Jugendpsychiatrie und Psychotherapie behandelt Kinder und Jugendliche aus dem gesamten Spektrum kinder- und jugendpsychiatrischer Störungen. Hierfür stehen drei Stationen mit zwei Tageskliniken und eigener Institutsambulanz zur Verfügung.
Suchtmedizin und Psychotherapie
Für Menschen mit Alkohol-, Medikamenten- oder Drogenproblemen sowie mit Verhaltenssüchten – beispielsweise pathologischer Glücksspiel- oder Internetabhängigkeit – stehen in der Klinik für Suchtmedizin und Psychotherapie auf vier Stationen und einer Tagesklinik sowie in zwei Institutsambulanzen, diese befinden sich in Hannover-Linden, Teams bereit, um individuelle Wege aus der Sucht zu finden. Für körperliche Suchtfolgen werden in den umliegenden Kliniken des KRH Klinikums Region Hannover, Diagnostik und Therapiemöglichkeiten vorgehalten. Des Weiteren werden Begleiterkrankungen wie Psychose, Depression, Angst oder Traumafolgestörungen in einem ganzheitlichen therapeutischen Konzept berücksichtigt.
Forensische Psychiatrie und Psychotherapie
In der Forensischen Psychiatrie und Psychotherapie werden Patienten behandelt, die in Zusammenhang mit einer psychischen Erkrankung erhebliche Straftaten begangen haben und vom Gericht in den Maßregelvollzug gemäß § 63 des Strafgesetzbuches oder einstweilig (vor der Urteilsfindung) gemäß §126a der Strafprozessordnung eingewiesen sind. Es besteht eine Aufnahmezuständigkeit für den Landgerichtsbezirk Hannover (Männer und Frauen).

## Geschichte
Anfänge
Die Entstehung der KRH Psychiatrie Wunstorf geht auf die 1880 erfolgte Gründung einer „Korrektionsanstalt“ auf einem ehemaligen Militärgelände an der Südstraße in Wunstorf zurück. Neben der Versorgung von Armen und Militärs, beherbergte die „Provinzialkorrektionsanstalt zu Wunstorf“ auch eine „Irrenabteilung“.
1908 wurden die ersten Patienten aufgenommen, und die Korrektionsanstalt wurde vor dem Ersten Weltkrieg in ein Krankenhaus umfunktioniert. Nach dem Ersten Weltkrieg wurden die Räumlichkeiten des Krankenhauses in eine moderne Pflegeanstalt mit Zentralküche, Werkstätten und Wäschereien umgewandelt und entsprechend wandelte sich der Name in der Weimarer Republik zu der „Provinzial-Pflegeanstalt Wunstorf“.
Nationalsozialismus
In der Zeit des Nationalsozialismus wurde in der „Provinzial Heil- und Pflegeanstalt Wunstorf“ auf Grundlage des „Gesetzes zur Verhütung erbkranken Nachwuchses“ ab 1934 Zwangssterilisierungen durchgeführt. 1940 und 1941 war das Krankenhaus Sammel- und Ausgangsort von Deportationen in die Tötungsanstalt Hadamar, in das Alte Zuchthaus, die damalige Tötungsanstalt Brandenburg, und weitere nationalsozialistische Tötungsanstalten. Direkt aus der Provinzial Heil- und Pflegeanstalt Wunstorf waren sechs Patienten und eine Patientin von der Deportation betroffen.
Stolperschwellen
2024 wurden auf Initiative des Vereins „Psychiatrie bewegt“ mit Unterstützung der Klinikleitung von Gunter Demnig zwei Stolperschwellen verlegt, die an die Opfer der beiden Deportationen erinnern sollen.
Die Stolperschwellen tragen folgende Inschriften: Von hier aus - Provinzial-Heil- und Pflegeanstalt Wunstorf 1930 - 1941 - Im September 1940 werden 158 jüdische Patientinnen und Patienten deportiert - Ermordet im ‚Alten Zuchthaus‘ in Brandenburg/Havel Und: Von hier aus - Provinzial-Heil- und Pflegeanstalt Wunstorf 1930 - 1941 - Von April bis August 1941 werden 212 Patienten und Patientinnen deportiert - In großer Zahl ermordet bei der Aktion T 4
Nach 1945
1941 war die Pflegeanstalt Wunstorf in ein Jugenderziehungsheim umgewandelt worden.
Das Jugenderziehungsheim wurde 1945 aufgelöst, in „Landes Heil- und Pflegeanstalt“ umbenannt und im Juli 1945 wiedereröffnet. Neben vielen Neubauten und Erweiterungsbauten wurde 1954 die Jugendpsychiatrie (KJPP) eröffnet und 1956 um das „Mädchenhaus“ erweitert.
Die Geschichte der Kinder- und Jugendpsychiatrie in der Nachkriegszeit bis zu Beginn der 1970er Jahre wird medizinhistorisch aufgearbeitet. Infolge öffentlicher Debatten beauftragte das Niedersächsische Sozialministerium das Institut für Geschichte der Medizin der Robert Bosch Stiftung mit der Aufarbeitung des Psychiatriebetriebes von 1949 bis 1976.
In den 1970er Jahren gab es tiefgreifende, reformerische und strukturelle Veränderungen am Niedersächsischen Landeskrankenhaus Wunstorf. Stationen wurden geöffnet, die Geschlechtergrenzen abgebaut, Langzeitstationen aufgelöst, der persönlicher Besitz von Kleidung erlaubt, das Besuchsrecht für Angehörige eingeführt und das Gelände in weiten Teilen für die Öffentlichkeit zugänglich gemacht.
Im Jahr 2005 beging die KRH Psychiatrie Wunstorf ihr 125-jähriges Jubiläum. Seit Januar 2006 gehört die Psychiatrie der Klinikum Region Hannover GmbH, einem Zusammenschluss von Krankenhäusern in der Trägerschaft der Region Hannover. Im Jahr 2013 wurde der Betrieb der Klinik in eine Tochtergesellschaft, die KRH Psychiatrie GmbH, überführt.